# Nigella
Nigella er en slægt med under 10 arter, som er udbredt i Nordafrika, Mellemøsten og Sydeuropa. Det er enårige, urteagtige planter. Stænglerne er hårløse og runde i tværsnit. Bladene er 2- til 3-dobbelt finnede med trådagtige bladafsnit. Blomsterne er regelmæssige og 5-tallige med hvide til blålige bægerblade og bægerformede, omdannede kronblade. Frugterne er oppustede bælge.
| Beskrevne arter |

- Agernigella (Nigella arvensis)
- Jomfru i det grønne (Nigella damascena)
- Djævlen i busken (Nigella hispanica)
- Sortkommen (Nigella sativa)

| Andre arter |

- Nigella integrifolia
- Nigella oxypetala
- Nigella segetalis